# Valeri Gazzaev
Valeri Gheorgievici Gazzaev (rusă Вале́рий Гео́ргиевич Газза́ев; osetă Гæззаты Георгийы фырт Валери, Gæzzatî Georghiiî fîrt Valeri; n. 7 august 1954, Ordjonikidze, RSFS Rusă, URSS) este un fost fotbalist și actual antrenor de fotbal rus de origine osetină, care în prezent activează în calitate de președinte și antrenor principal al clublui Alania Vladikavkaz.
Gazzaev a devenit antrenor în 1989. Cel mai mare succes la avut la ȚSKA Moscova între 2004 și 2008. Cu Gazzaev la cârma clubului, ȚSKA a câștigat toate trofeele posibile din Rusia, precum și Cupa UEFA 2004-2005. Valeri Gazzaev este considerat unul din cei mai buni antrenori de fotbal din spațiul ex-sovietic.

## Palmares

### Jucător
SKA Rostov-pe-Don
- Prima Ligă Sovietică

Locul 2: 1974
FC Dinamo Moscova
- Liga Superioară a URSS: 1976
- Cupa URSS: 1977, 1984
- Supercupa URSS: 1977
- Trofeul Ciutat de Barcelona: 1976

### Antrenor
Spartak-Alania Vladikavkaz
- Prima Ligă Rusă: 1995

PFC ȚSKA Moscova
- Cupa UEFA: 2004–05
- Prima Ligă Rusă: 2003, 2005, 2006
- Cupa Rusiei: 2002, 2005, 2006
- Supercupa Rusiei: 2004, 2006, 2007
- Antrenorul anului UEFA: 2004–05

FC Dinamo Kiev
- Supercupa Ucrainei: 2009